# Nó Bachmann

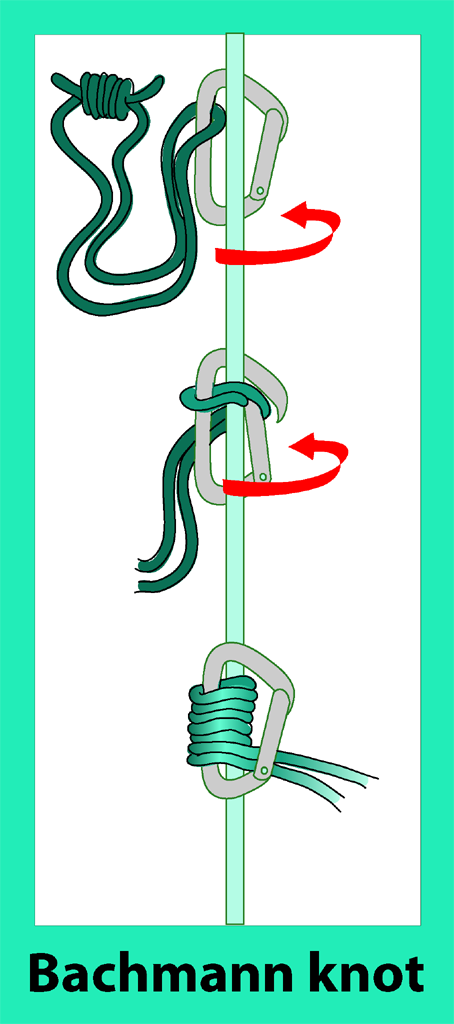
Nó Bachmann

Nó autoblocante ou nó Bachmann é um tipo de nó blocante de grande utilidade para sistemas de segurança, desvio ou tração. Possui a particularidade de prender tão mais quanto maior for a força aplicada em sua alça. Uma vez aliviada a força, pode-se movêlo facilmente ao longo da corda. Usado por montanhistas em subidas ou descidas verticais. Uma vez feito o nó pode-se corrê-lo pela corda principal, bastando para firmá-lo que se aplique um peso sobre ele. Desta forma, é utilizado como auto-segurança em escaladas em paredes quando já se tem um cabo livre instalado ao longo dela.
Mesma utilização do Nó marchand, Nó prussik ou do Nó Bachmann.